# مایکل مایرز
مایکل مایرز (به انگلیسی: Michael Myers) اسلشر سینما و شخصیت خیالی مجموعه فیلم‌های هالووین است.
اولین فیلم هالووین به کارگردانی جان کارپنتر در سال ۱۹۷۸ به نمایش درآمد. مایکل از بچگی در یک خانواده فاسد بزرگ شده‌است و زمانی که مایکل ۶ سالش است خواهرش را به قتل می‌رساند. و لقب مایکل مایرز The Shape است.